# Libertaire
« Mouvement libertaire » redirige ici. Pour la structure espagnole, voir Mouvement libertaire (organisation).
Pour les articles homonymes, voir Libertaire (homonymie).
Ne doit pas être confondu avec Libertarien, Libéral, Libertin ou Libertarisme de gauche.

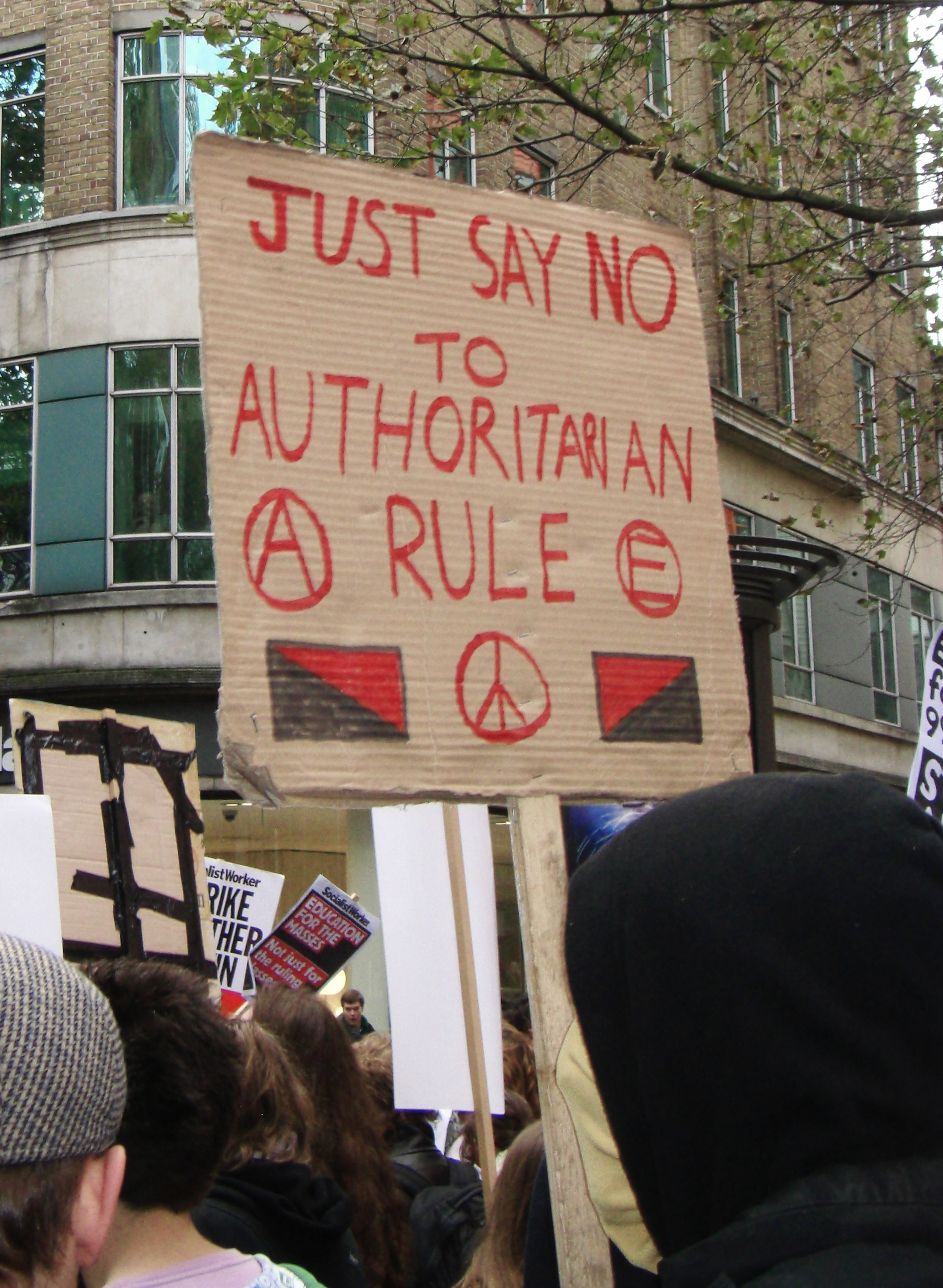
Dans une manifestation à Londres le 9 novembre 2011 : Dites simplement non au pouvoir autoritaire.

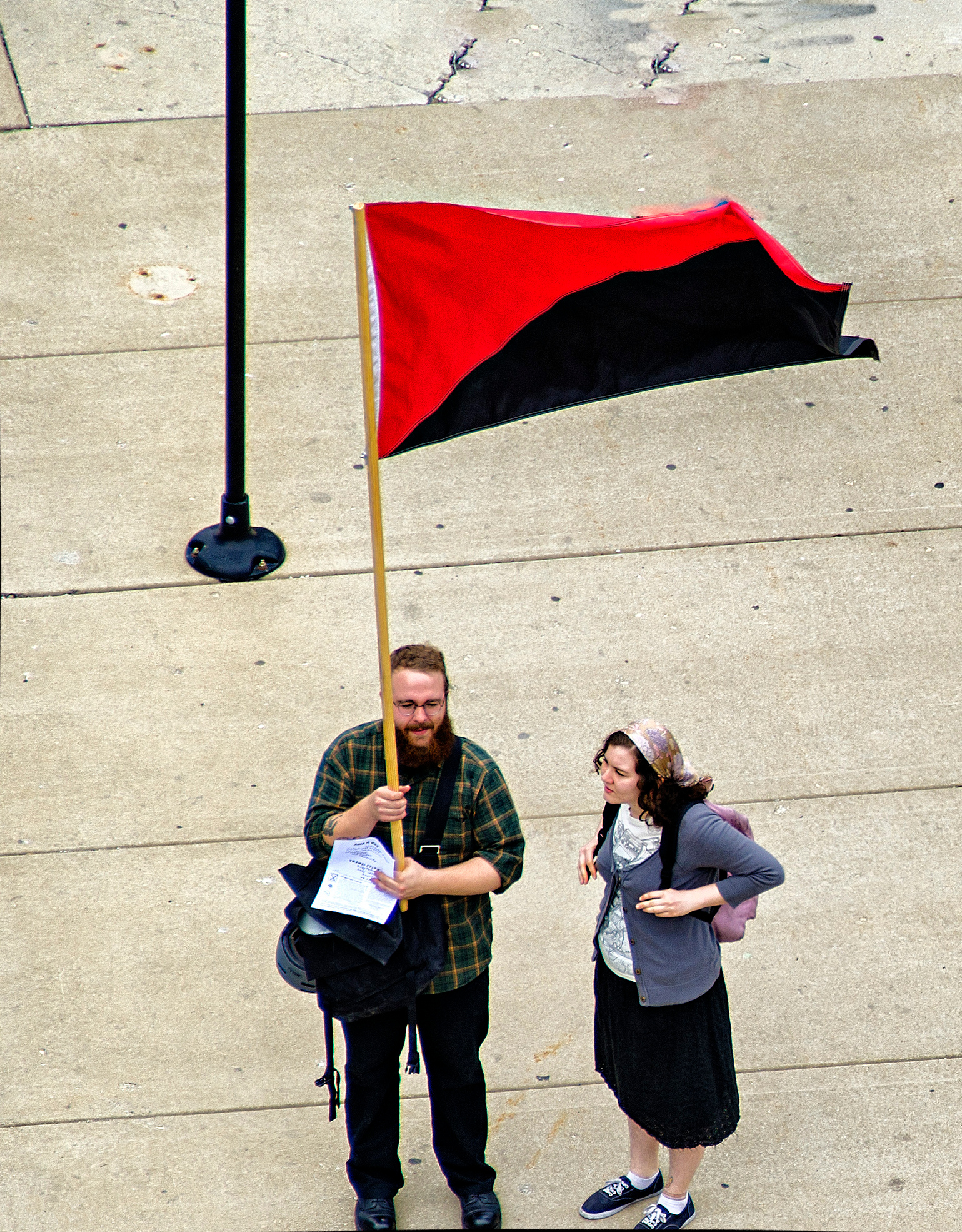
1er mai 2012, lors de la manifestation Occupy Chicago.

Le terme libertaire désigne les personnes, courants, mouvements, structures et organisations qui prônent la liberté individuelle comme valeur fondamentale, et qui de ce fait rejettent toute forme d'autoritarisme politique dans l'organisation sociale ou la vie privée. 
Dans un premier temps, libertaire était plus particulièrement un synonyme d'anarchiste, utilisé pour se référer à ce courant de philosophie politique développé depuis le XIXe siècle sur un ensemble de théories et de pratiques antiautoritaires et autogestionnaires, basées sur la démocratie directe. Joseph Déjacque crée ce néologisme en 1857 pour affirmer le caractère égalitaire et social de l'anarchisme naissant. Les anarchistes français s'y rallient à la suite de l'entrée en vigueur des lois scélérates.
Au cours de la seconde moitié du XXe siècle, les termes « anarchiste » et « libertaire » commencent à être utilisés différemment. « Anarchiste » désignant ceux qui veulent abolir l'État, le capitalisme et les religions, tandis que « libertaire » est utilisé plus largement dans les nouveaux mouvements sociaux et la contre-culture. Cependant les deux sensibilités se réfèrent aux mêmes racines idéologiques.
Il est également souvent employé dans des contextes culturels et médiatiques pour désigner une attitude ou une posture individualiste, privilégiant la liberté personnelle et parfois déconnectée de toute dimension politique ou sociale concrète.

## Concept
Le projet libertaire ou anarchiste a pour but de développer une société sans domination et sans exploitation, où les individus-producteurs s'associent et coopèrent librement dans une dynamique d'autogestion, de fédéralisme et de liberté politique par la démocratie directe organisée autour du mandatement impératif.
L’anarchisme est employé tantôt péjorativement par ses détracteurs, comme synonyme de désordre social et dans un sens qui se rapproche de l’anomie. Cela a entraîné une connotation négative pour certains, ce qui est moins fort avec le terme libertaire.
Pour ces derniers l'anarchie n'est justement pas le désordre social mais au contraire l'ordre social absolu grâce notamment au collectivisme anti-capitaliste qui contrairement à l'idée de possessions privées capitalisées, suggère l'idée de possessions individuelles ne garantissant quant à elles aucun droit de propriété concernant l'accumulation de biens non utilisés. L’anarchie est donc organisée et structurée : c'est l'ordre moins le pouvoir.
Comme le précise l'essayiste Hem Day : « On ne le dira jamais assez, l’anarchisme, c’est l’ordre sans le gouvernement ; c’est la paix sans la violence. C’est le contraire précisément de tout ce qu’on lui reproche, soit par ignorance, soit par mauvaise foi ».

## Historique

### Origine du terme en 1857

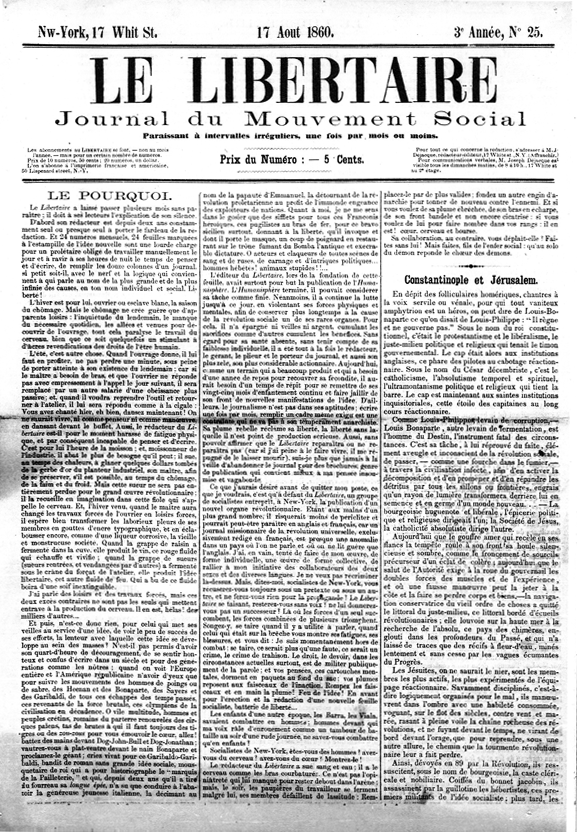
Le Libertaire, Journal du mouvement social, New-York, no 25, 17 août 1860.

Le mot « libertaire » a été créé par Joseph Déjacque, militant et écrivain anarchiste, par opposition à « libéral ». Le néologisme construit sur un modèle alors répandu chez les socialistes utopiques par l'usage du terme prolétaire (égalitaire, fraternitaire), apparaît dans une lettre ouverte à P. J. Proudhon, De l'Être-Humain mâle et femelle - Lettre à P. J. Proudhon, publiée à La Nouvelle-Orléans en mai 1857. Joseph Déjacque s'oppose à la misogynie de Proudhon et l'accuse d'être « anarchiste juste-milieu, libéral et non libertaire ». Contre son conservatisme en matière de mœurs, Déjacque revendique la parité des sexes et la liberté du désir dans une société affranchie de l'exploitation et de l'autorité.
Joseph Déjacque a utilisé ce terme comme titre au journal qu'il a publié à New York de juin 1858 à février 1861, Le Libertaire, Journal du mouvement social, titre repris par de nombreuses autres publications ultérieures. C'est dans le dernier quart du XIXe siècle que les socialistes antiautoritaires ont adopté le terme pour désigner les théories et pratiques de l'anarchisme.
On retrouve à plusieurs reprises le terme dans le De la Justice… de Proudhon. Il en fait un quasi synonyme d'individualisme.

### Popularisation du terme dans les années 1890

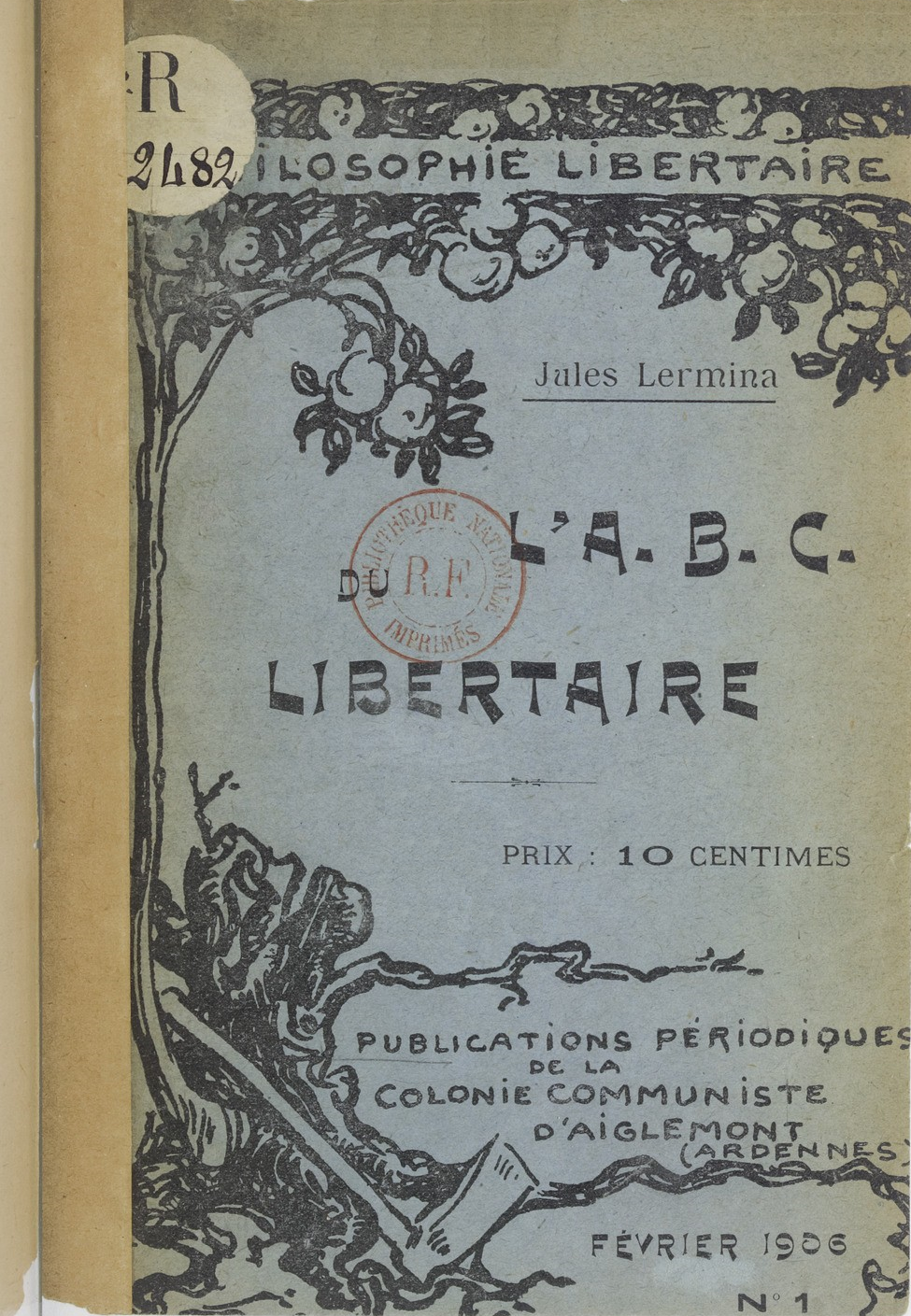
Jules Lermina, L'ABC du libertaire, L'Essai d’Aiglemont, 1906.

En France, à la suite des lois votées dans l'urgence les 11 et 15 décembre 1893 et le 28 juillet 1894, interdisant tout type de propagande, les anarchistes s'emparent du mot libertaire pour s'identifier et poursuivre leurs activités, notamment éditoriales. Ainsi, en décembre 1893, La Revue anarchiste devient-elle La Revue libertaire,,. Ces lois « anti-anarchistes » ne seront abrogées qu’en 1992.
Pendant plusieurs décennies les deux termes seront utilisés comme synonymes. Ils seront quasiment interchangeables. Ainsi, pendant la Révolution sociale espagnole de 1936, parle-t-on tout autant de la Fédération anarchiste ibérique que de la Federación Ibérica de Juventudes Libertarias, son mouvement de jeunesse. Ainsi, durant la guerre d'Espagne, la militante anarchiste María Silva Cruz (1915-1936), républicaine espagnole fusillée par les nationalistes sans procès, est surnommée María la Libertaire.
Pendant la Seconde Guerre mondiale, leur opposition à l'autorité et à l'autoritarisme a poussé de nombreux militants anarchistes et libertaires à lutter contre les nazis et le régime de Vichy. C'est le cas du Havrais Georges Burgat, président de la section locale de la Ligue internationale des combattants pour la paix, qui milite dans Libération-Nord, ou Charles Cortvrint dans les Forces françaises libres. Certains s'engagent en sauvant des Juifs. Analysant l'action de ces « justes » dans sa famille, l'universitaire Ivan Jablonka écrit qu'« une internationale d’artisans, une grande famille de bourreliers, de tailleurs et de coupeurs de cuir a défendu, (…) de 1930 à 1945, les plus hautes valeurs de l’humanisme européen ».

## Évolution sémantique des termes à partir des années 1960
Simon Luck note dans sa thèse que les vocables « anarchiste » et « libertaire » ont commencé à être utilisés différemment à partir des années 60. « Anarchiste » désignant alors les partisans de l'abolition de l'État, du capitalisme ou des religions, tandis que « libertaire » était utilisé plus largement pour les mouvements militants. Ainsi ces deux vocables on commencé à définir des réalités sociales différentes même s'ils se réfèrent à la même idéologie.
Pour le philosophe Daniel Bensaïd, il existe un « moment, post-stalinien, [qui] répond aux grandes désillusions du siècle tragique des extrêmes. Plus diffus, mais plus influent que les héritiers directs de l’anarchisme classique, un courant néo-libertaire émerge confusément. Il constitue un état d’esprit, un "air du temps" (a mood), plutôt qu’une orientation définie. Il embraye sur les aspirations (et les faiblesses) des mouvements sociaux renaissants ». Et il se pose la question « Peut-on parler d’un courant libertaire, comme si un même fil se déroulait à travers l’histoire contemporaine et comme s’il était possible d’y repérer suffisamment d’affinités pour que ce qui l’unit l’emporte sur les différences ? Un tel courant, si tant est qu’il existe, est en effet marqué par un fort éclectisme théorique et traversé d’orientations stratégiques non seulement divergentes, mais souvent contradictoires. Nous retenons cependant l’hypothèse qu’il existe bien un « ton » ou une « sensibilité » libertaire, plus large que
l’anarchisme en tant que position politique spécifiquement définie. »

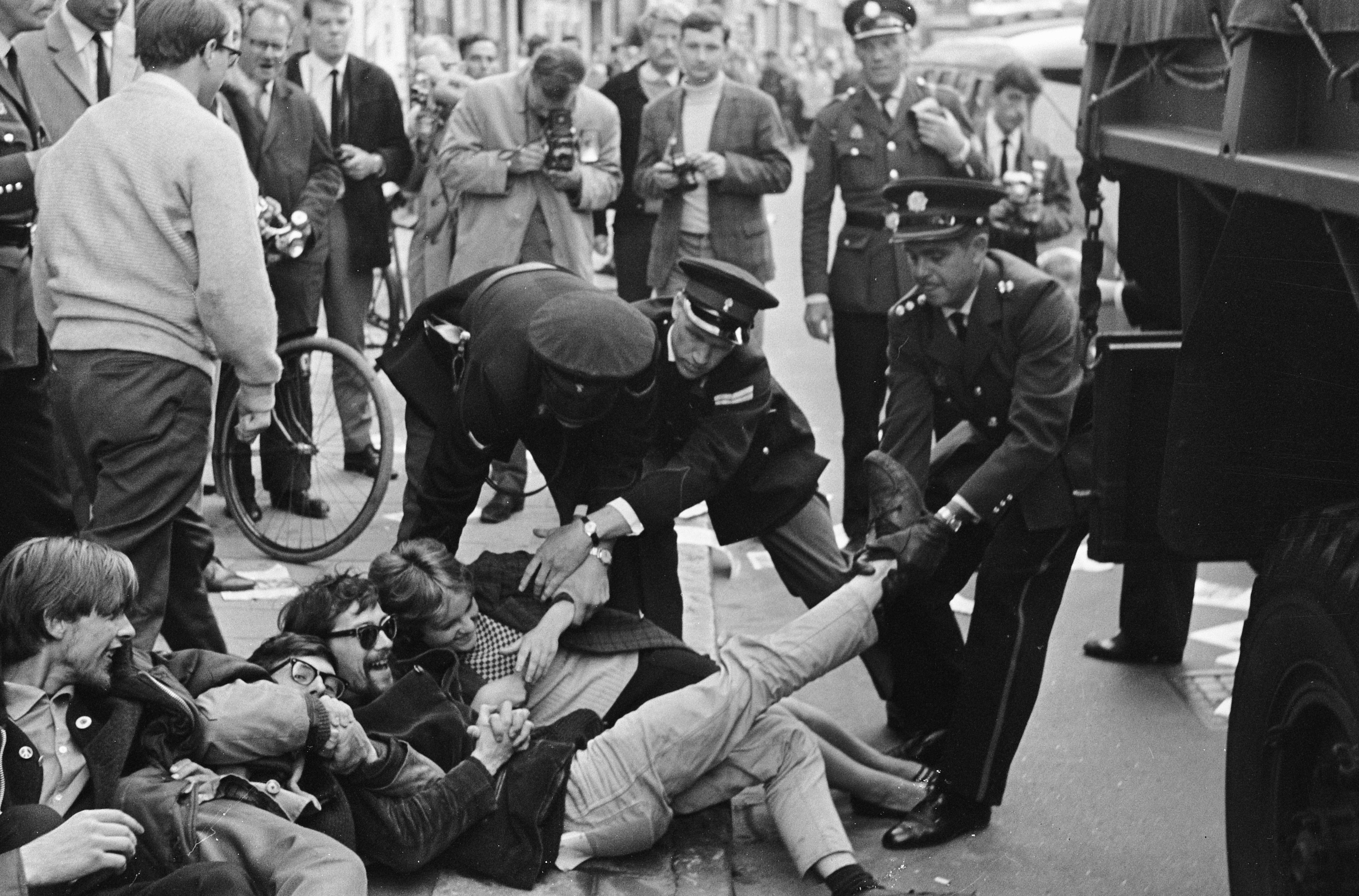
Le 17 juillet 1966, à Amsterdam, une manifestation Provo contre la guerre du Vietnam.

Aux Pays-Bas, selon l'historien Rudolf de Jong, « Dans les années 1960 la société néerlandaise changea rapidement et profondément. On pourrait même parler d'une révolution culturelle, avec un réveil de l'esprit libertaire, des idées antihiérarchiques et l'éruption des […] Provo (1965-1966) […] qui attirèrent l'attention internationale ». Non-violent, pacifiste, écologiste avant l'heure, le mouvement Provo manifeste un refus radical des jeux politiques. D'un esprit libertaire ludique, il utilise le détournement de l’image et est passé maître dans l’art du happening. « Provo représenta bel et bien l'idéal d'un collectivisme utopique, libertaire et pacifiste et fut, jusqu'à un certain degré, un exemple pour une culture alternative ».
En France, Mai 68 marque un tournant, notamment par le rôle déterminant que joue le Mouvement du 22 Mars au début des événements. Avec la critique situationniste de la société du spectacle, « le courant libertaire vit une révolution culturelle rampante qui lui permet de se renouveler et de connaître une expansion sans précédent ».
Pour l'écrivain et député européen écologiste Yves Frémion, « la plupart des secousses alternatives des années 60-70, sont semblables : refus de tous les partis, des idéologies, des pouvoirs de toute sorte, esprit libertaire, ludique, utilisation du détournement, de l'image, sens du happening, solidarité envers toutes les luttes parcellaires (femmes, homosexuels, noirs et immigrés, chômeurs, squatters, prisonniers et enfermés, etc.) ».
Dans les années 1970, un courant issu des nouveaux mouvements sociaux, s'approprie le terme libertaire sans se référer pour autant à un courant précis de l'anarchisme. « Le refus de l’autorité, l’accent mis sur la priorité du jugement individuel, incitent particulièrement les libertaires à faire preuve d’antidogmatisme ».
Dans ce contexte, émergent de nouveaux médias comme Actuel ou le journal Libération et de nouvelles figures intellectuelles libertaires comme Jacques Ellul, André Gorz, Michel Onfray, Daniel Colson, Normand Baillargeon, Ruwen Ogien,, Miguel Benasayag, etc. Une partie de la gauche non communiste devient libertaire sans cesser d'être antilibérale économiquement.
Selon le politologue Francis Dupuis-Déri : « Les principes du socialisme libertaire trouveront à s’incarner au fil des années 1970 et 1980 dans des mouvements sociaux de sensibilité antiautoritaire et antihiérarchique, qui pensent l’organisation militante elle-même comme un espace libre, autonome et autogéré par ses membres, et dans lequel se développe par la délibération un sens du bien commun, de l'égalité et de la liberté. Cette sensibilité continue de s’affirmer dans le mouvement altermondialiste, qui émerge vers la fin des années 1990, à travers ses manifestations de rue spectaculaires, de la Bataille de Seattle en 1999 aux mobilisations contre le G8 en Allemagne pendant l’été 2007, ainsi que dans sa structure globale, ses médias alternatifs, sa production artistique et ses camps radicaux en marge des Forums sociaux ».

## Sens contemporains
Le terme « libertaire » est aujourd'hui utilisé de manière polysémique. Parfois comme strict synonyme des pratiques spécifiques historiques de l'anarchisme, mais également, comme le fait remarquer Simon Luck, pour désigner de nouvelles « identités libertaires ». Il est également repris dans des contextes culturels et médiatiques pour revendiquer une liberté d'esprit, mais il est alors souvent déconnecté de la dimension politique que revêtait initialement le terme.

### Le sens historique d'anarchisme
Dans l'histoire de la terminologie politique, le terme « libertaire » a d'abord été utilisé pour désigner les idées et les mouvements liés à l'anarchisme. Cette utilisation historique reflète une période où « libertaire » était synonyme d'anarchisme, mettant l'accent sur la liberté et l'autonomie individuelle comme piliers de la pensée anarchiste. Au fil du temps, cette association a été préservée dans de nombreux dictionnaires en ligne. Aujourd'hui, la plupart de ces sources continuent de reconnaître une synonymie entre « anarchisme » et « libertaire », témoignant ainsi de l'évolution historique et de la persistance du sens originel du terme « libertaire » dans le contexte de l'anarchisme,,,,.

### De nouvelles réalités militantes distinctes
Irène Pereira, dans sa thèse de doctorat de sociologie, se pose la question : « Qu’est ce qu’être libertaire aujourd’hui ? Quel est l’héritage de l’esprit de Mai 68 aujourd’hui ? […] l’esprit de Mai conjoint trois grammaires : la grammaire socialiste, la grammaire démocratique et la grammaire contre-culturelle. Un des héritages possible de Mai 68 aujourd’hui consiste à essayer de trouver un équilibre dans la pratique libertaire. Les pratiques libertaires actuelles constituent des tentatives pour déplacer les oppositions entre revendications universalistes et revendications spécifiques, action de masse et désirs minoritaires, égalité et liberté… dans le cadre d’un retour de la critique sociale ».
Et le sociologue Mimmo Pucciarelli (municipaliste libertaire) de poursuivre : « Les libertaires de l'an 2000, tout en continuant à exprimer leur sensibilité libertaire et une forte solidarité pour les plus démunis, ne sont plus les porteurs du rêve du Grand Soir, ou de celui visant à créer un paradis sur terre. Pourtant, par leurs pratiques quotidiennes et la problématique qui est la leur (quelle liberté et quelle justice pour un monde meilleur ?), ils continuent à parcourir les chemins de l'utopie ».
En 2001, le politologue Jean-Jacques Gandini évoque « des parcours peu connu des nouvelles générations qui, depuis une dizaine d’années, sont de plus en plus réceptives à l’idéal libertaire qui veut conjuguer liberté, égalité et justice sociale dans une société d’individus sujets ayant barre sur leur propre destinée ».
En 2019, dans son manifeste l'Union communiste libertaire défend un projet de société libertaire entendu comme « une société qui a pour objectif et pour condition l’émancipation des individus, qui passe par l’égalité économique et sociale et par une démocratie fédéraliste, autogestionnaire ».

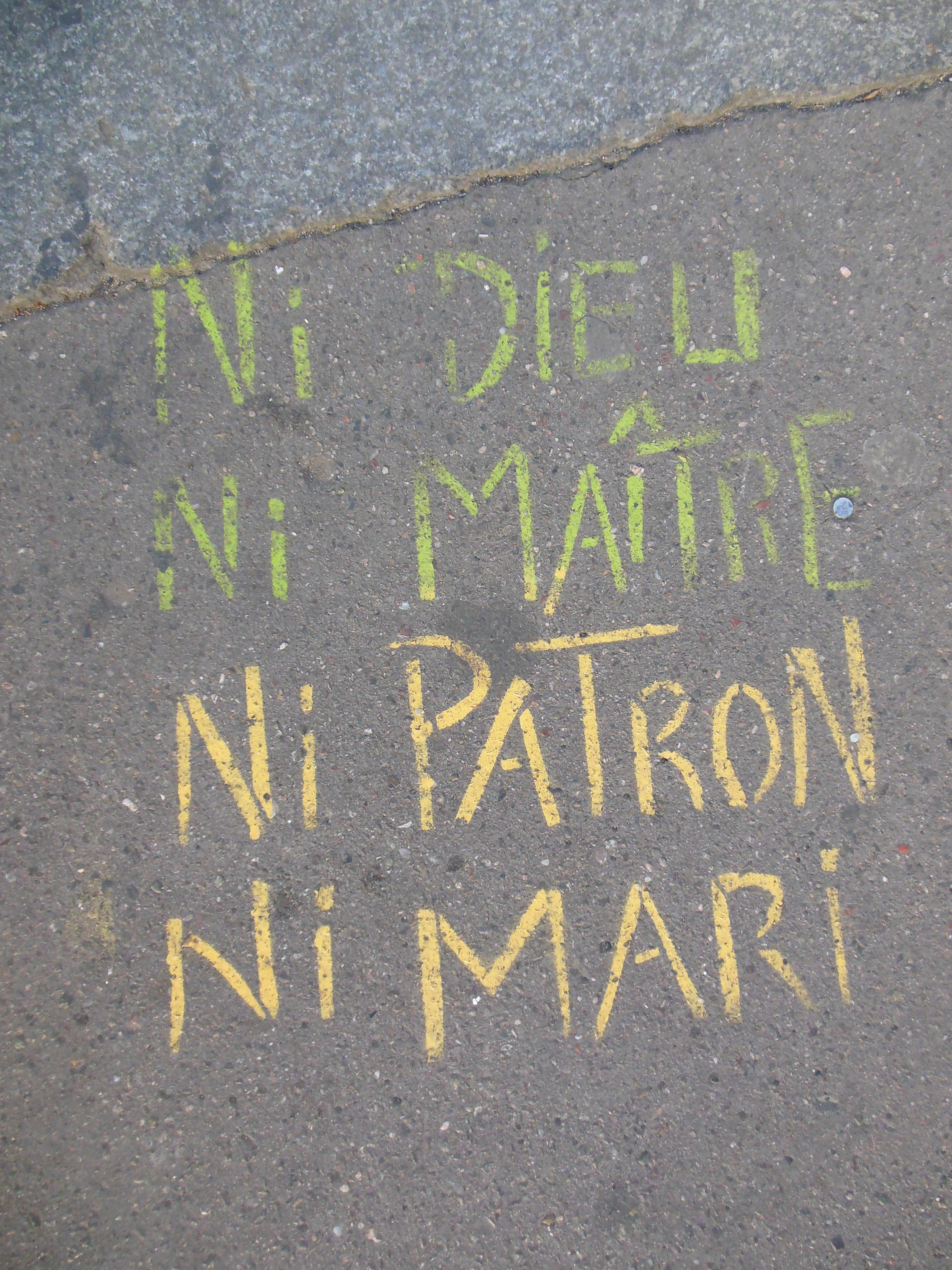
Graffiti, Paris, 2012.

### Féminisme libertaire
En 2009, dans une étude de Magaly Pirotte pour le Collectif de recherche sur l'autonomie collective (Québec), le collectif féministe libertaire « Ainsi squattent-elles ! » définit la culture libertaire comme « un refus de l’autorité jugée illégitime, le recours privilégié à l’action sans intermédiaire et une forme organisationnelle qui se caractérise par l’autonomie, la démocratie directe et la décentralisation du pouvoir ».
En 2024, la sociologue Irène Pereira définit « La particularité du féminisme libertaire est d’être une forme de féminisme qui ne passe pas par l’intervention de l’État pour mettre en place une société féministe, et qui vise la plus grande extension de la liberté individuelle. C’est dans sa critique de l’oppression d’État et de la défense de la liberté individuelle qu’il peut constituer un apport aux autres formes de féminisme ».

### Un sens dilué dans d'autres contextes
Alors qu'à l'origine le terme libertaire est inventé pour souligner le manque de radicalité de certains anarchistes, au contraire, dans la deuxième partie du xxe siècle, il se retrouve moins radicalement connoté que le terme anarchiste, parfois associé au désordre, voire aux attentats de la propagande par le fait ou encore au mouvement punk.
« Libertaire » est aujourd'hui souvent utilisé pour décrire des idées et des pratiques qui valorisent surtout la liberté individuelle, mais d'une manière qui penche vers des perspectives libérales classiques ou celles inspirées par des philosophes comme Nietzsche, qui mettent l'accent sur l'individualisme aristocratique. Cela inclut une forte tendance à la critique artistique, mais sans s'attaquer aux problèmes sociaux plus larges, à la différence de l'anarchisme qui aspire à une transformation radicale de la société.
L'étiquette libertaire est ainsi beaucoup plus largement revendiquée et endossée, par certains militants antilibéraux ou alternatifs qui pourraient être considérés comme libertaires sans nécessairement viser une révolution sociale complète. Mais y compris aussi par des personnalités dont la pratique n'est pas immédiatement en accord avec la philosophie libertaire, au point que certains se réclament parfois de l'oxymore « libéral-libertaire ».

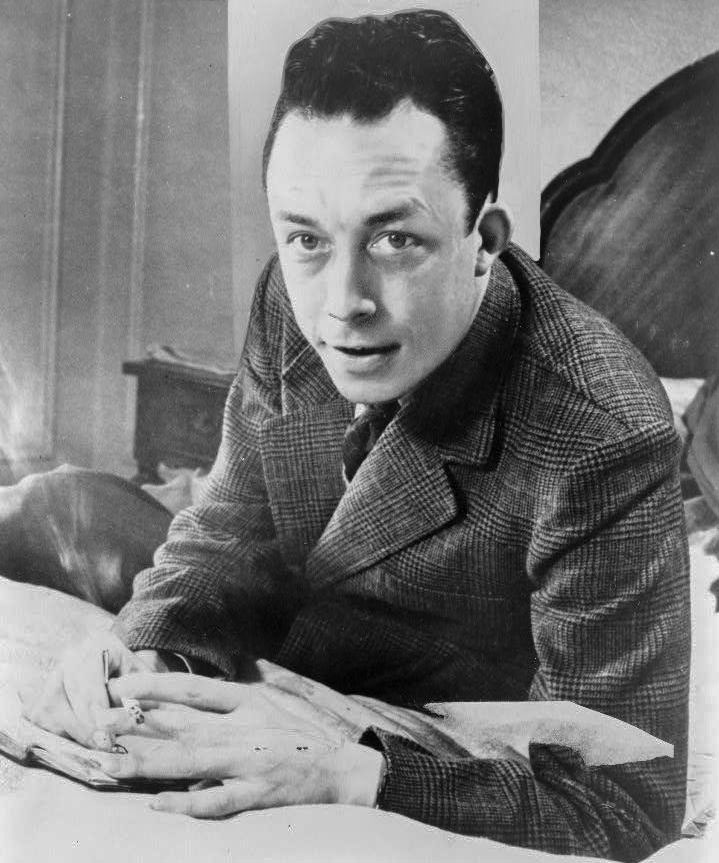
Albert Camus en 1957.

## Dans l'art et la culture

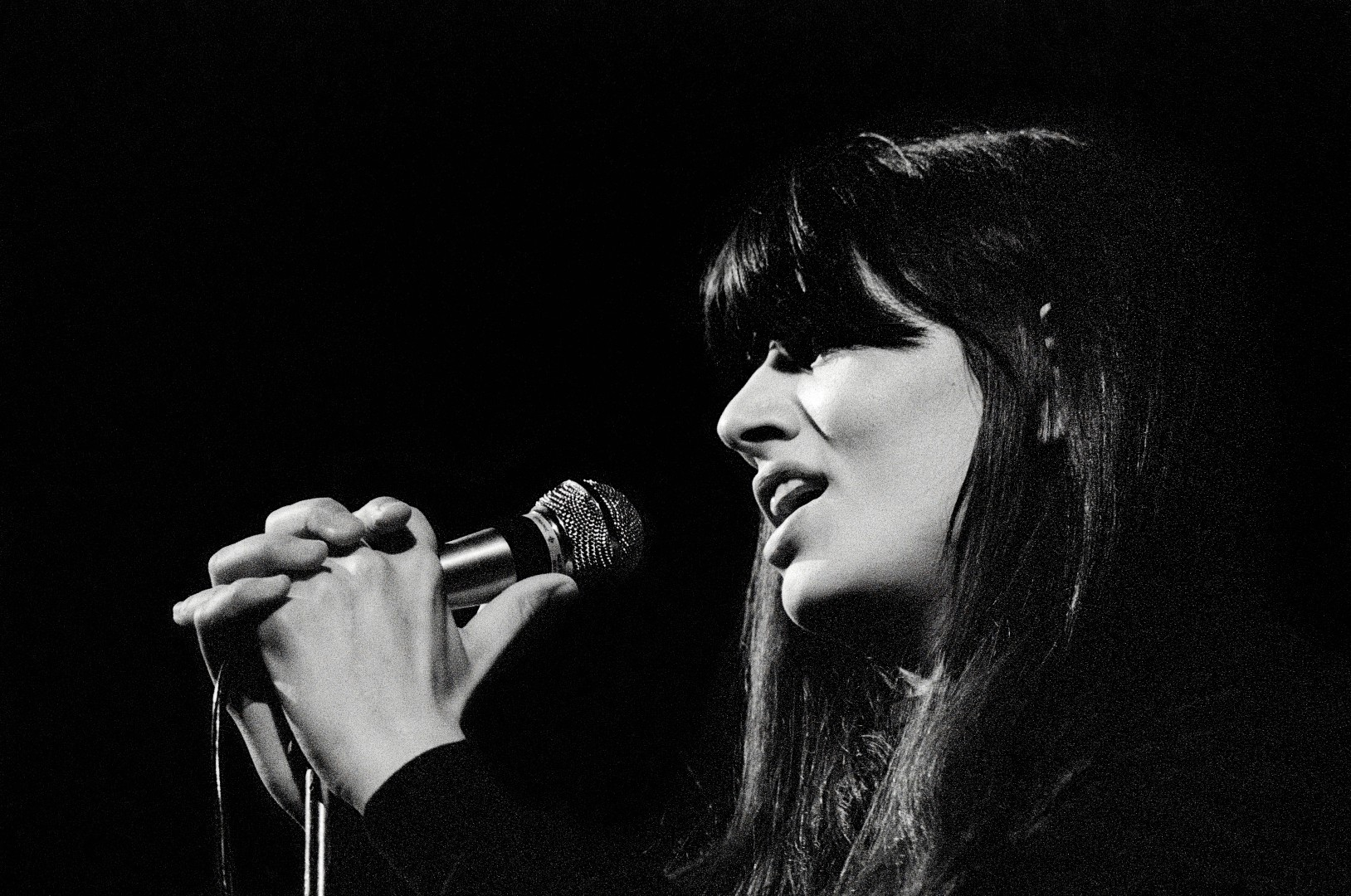
Catherine Ribeiro en 1972.

Ainsi dans la sphère culturelle, certains créateurs se disent libertaires sans pour autant endosser l'étiquette anarchiste : Albert Camus, en est un exemple, mais on peut également citer André Breton, Michel Onfray,, Raoul Vaneigem, Jacques Prévert, Boris Vian, Robert Desnos, Catherine Ribeiro,, Romain Bouteille, François Béranger, Étienne Roda-Gil, Agustín Gómez-Arcos,, Lola Lafon, etc. Il en est de même dans le cinéma, avec Jean-Pierre Mocky, Luis Buñuel, le documentariste Jean-Michel Carré ou le dessinateur Jacques Tardi.
En 2025, le journaliste Luc Le Vaillant, qui dirige depuis 2000 la rubrique « Portrait » du journal Libération publie Dernières ré/jouissances et charmantes offenses - Les tribulations d'un social-libertaire en territoire plus ou moins hostile. Il se définit comme « anticlérical et antimilitariste [et] se revendique d’une gauche sociale-libertaire à tendance anarchiste et partageuse »,,.

## En politique
Dans les années 1970-1980, aux États-Unis, l'essayiste Murray Bookchin élabore dans le sillage de sa proposition d'écologie sociale, le concept de municipalisme libertaire qui vise à remplacer la démocratie représentative par une démocratie directe dans laquelle des « institutions libertaires », composées d'assemblées élues de citoyens remplaceraient l'État par une confédération de municipalités ou communes libres et autogérées,
En France, en 2013, dans son ouvrage « Les gauches françaises, 1762-2012 », l'historien et essayiste Jacques Julliard distingue quatre gauches et développe une typologie : gauche libérale, gauche jacobine, gauche collectiviste, gauche libertaire.
En février 2014, Philippe Corcuff dans Libération, par opposition au terme Libéral-libertaire définit ainsi « Libertaire, au sens anti-étatiste et anticapitaliste de Bakounine, comme dans la veine d’un Proudhon, avec la promotion de la coopération d’individualités autonomes et singulières ».
En octobre 2014, Jean-Luc Bennahmias, bien qu'ayant un parcours politique et personnel intégralement social-démocrate (PSU, Verts puis MoDem) se réclame d'une « démocratie sociale-libertaire » et déclare : « Ça fera rire les internautes, mais je suis un libertaire »,.
En mars 2015, Yánis Varoufákis, ministre grec des Finances, se définit comme marxiste libertaire,.
Aux élections régionales de décembre 2015 en Île-de-France, une Fédération Libertaire Unitaire Ouverte (FLUO), à l'initiative de Sylvain De Smet, conseiller régional sortant, dépose des listes composées de membres du Parti pirate, de Cannabis sans frontières, de dissidents d'EÉLV, ainsi que de figures du mouvement associatif (Act Up-Paris, « Free Party », Syndicat du travail sexuel, etc.),,,.

### «Libéral-libertaire»
À contre-sens de l'origine anarchiste et égalitaire du terme, le philosophe et sociologue marxiste Michel Clouscard a introduit l'expression synthétique « libéral-libertaire » dans son livre Néo-fascisme et idéologie du désir (1972) pour dénoncer la permissivité morale des étudiants gauchistes de mai 1968 qu'il considère comme une attitude contre-révolutionnaire,. Cette expression relèverait de la figure de style mais a depuis été revendiquée par certaines figures post-soixante-huitardes, tels Serge July, l'un des cofondateurs du journal Libération en 1973, qui se définit comme « libéral car antiétatique, libertaire car du côté du Peuple et toujours contre les institutions et méfiant envers le politique », le député européen Daniel Cohn-Bendit ou encore le réalisateur Romain Goupil, ce qui lui a de fait donné une certaine existence. Le philosophe Jean-Christophe Angaut formule l'hypothèse que « d’anciens révolutionnaires ralliés à l’ordre néolibéral se prétendront libéraux et libertaires pour fournir a posteriori une cohérence à leur parcours politique ».
En 2025, l'éditeur et essayiste Jean-François Colosimo, après la mort du Pape François, le décrit dans Le Figaro comme « un libertaire-autoritaire ».

### Confusions avec d'autres termes

#### Libertarianisme
L'idéologie libertaire, même dans sa variante individualiste, se démarque totalement du libertarianisme en prônant l'égalité réelle et en se défiant de la religion (rationalisme athée des libertaires). Ainsi, l'anthropologue et philosophe français Ruwen Ogien dans L'État nous rend-il meilleurs ? Essai sur la liberté politique présente la démonstration qu'une liberté individuelle radicale peut tout à fait être cohérente avec un idéal égalitaire tout aussi radical. La conception politique qu'Ogien défend « est libertaire (ou permissive) pour les mœurs, et égalitaire (ou non inégalitaire) du point de vue économique et social » (page 263).
La confusion entre les deux est néanmoins fréquente, notamment en cas de passage de l'anglais au français. Les Anglo-Saxons ont tendance à qualifier les libertaires de socialist libertarians (ou libertarisme de gauche pour le mouvement libertaire). Libertarian (en) seul est très ambigu et notamment peut faire référence aux théories économiques voulant réduire le rôle de l'État à la défense de la propriété privée et aux partis politiques capitalistes s'en revendiquant. Pour le politologue américain Herbert Kitschelt : « Il ne faut pas confondre le concept de libertaire tel que je l'utilise avec les notions individualisme libéral d'un côté ou anarchisme de l'autre ».

### Utilisé pour la rédaction de l'article

#### Universitaire
- Simon Luck et Yves Déloye (dir.), Sociologie de l'engagement libertaire dans la France contemporaine. Socialisations individuelles, expériences collectives et cultures politiques alternatives, Université Panthéon-Sorbonne - Paris I, 17 octobre 2008 (lire en ligne).
- Irène Pereira, Un nouvel esprit contestataire – La grammaire pragmatiste du syndicalisme d'action directe libertaire, Ecole des Hautes Etudes en Sciences Sociales (EHESS), 3 juin 2009 (lire en ligne).
- Mimmo Pucciarelli et Alain Pessin (dir.), Les libertaires de l'An 2000 : sociologie de l'imaginaire libertaire d'aujourd'hui, Université Pierre-Mendès-France - Grenoble II, 1998 (lire en ligne).

#### Essais
- Mimmo Pucciarelli (Préface Alain Pessin), L'imaginaire des libertaires aujourd'hui, Atelier de création libertaire, 1999 (lire en ligne). .
  - Orazio Maria Valastro, L'imaginaire des libertaires aujourd'hui, note de lecture dans Esprit critique, Revue internationale de sociologie et de sciences sociales, texte intégral.

#### Presse
- Jean-Pierre Garnier (dossier Qui sont les anarchistes ?), « Les anarchistes : appellations peu contrôlées », Le Monde diplomatique,‎ janvier 2009, p. 17 (ISSN 0026-9395, lire en ligne).

### Essais
- Irène Pereira, Le féminisme libertaire. Des apports pour une société radicalement féministe, Le Cavalier Bleu, 2024, présentation éditeur.
- Collectif (s/d de Philippe Corcuff et Michaël Löwy), Changer le monde sans prendre le pouvoir ? Nouveaux libertaires, nouveaux communistes, Contretemps n°6, Textuel, février 2003,  (ISBN 2845970757), lire en ligne.
- Steven Jezo-Vannier, San Francisco - L'utopie libertaire des sixties, Le Mot et le reste, 2010,  (ISBN 9782360540075), présentation en ligne.
- Ruwen Ogien, L'État nous rend-il meilleurs ? Essai sur la liberté politique, Folio Essai, Gallimard, 336 pages, 2013,  (ISBN 2070451917), notice.
- Lou Marin, Albert Camus, écrits libertaires (1948-1960), Indigène éditions, 2013, 337 pages,  (ISBN 979-10-90354-37-1), notice éditeur.
- Marianne Enckell, Le refus de parvenir, Indigène éditions, coll. « Ceux qui marchent contre le vent », 2014 (ISBN 979-10-90354-52-4, présentation en ligne).
- Michel Perraudeau, Éloge des libertaires : les 100 mots du libertarisme, Paris, Autrement, février 2016, 448 p. (ISBN 978-2746738041, présentation en ligne)
- Frédéric Antonini, Pour une économie libertaire. Pistes et réflexions, Nada, 2019,  (ISBN 979-10-92457-31-5), note de lecture .
- Patrick Chastenet, Les racines libertaires de l'écologie politique, Paris, L'Échappée, coll. « Pas de côté », février 2023, 240 p. (ISBN 9782373091182, présentation en ligne)
- Charles Macdonald, L’autorité sans le pouvoir : anthropologie critique, perspectives libertaires, Academia, coll. « Anthropologie prospective », 2024, 324pp, présentation éditeur.
- Jules Lermina, L'A. B. C. du libertaire, L'Essai d'Aiglemont, février 1906, Projet Gutenberg, 2007, texte intégral.

### Biographies
- Michel Onfray, L'Ordre libertaire. La vie philosophique d'Albert Camus, Flammarion,  (ISBN 978-2-08-126441-0), J'ai lu, 2012,  (ISBN 978-2-290-05980-7).
- Actes du colloque, Le don de la liberté : les relations d'Albert Camus avec les libertaires, Rencontres méditerranéennes Albert Camus, 2009, présentation en ligne.
- Philippe Boggio, Boris Vian, chapitre Les feux glacés de la rampe, pp. 347 et suivantes, Flammarion, 2009,  (ISBN 2081200678).

### Travaux universitaires
- Thomas Bouchet, Patrick Samzun, Libertaire ! Essais sur l'écriture, la pensée et la vie de Joseph Déjacque (1821-1865), Presses universitaires de Franche-Comté, 2020, DOI 10.4000/books.pufc.18302 lire en ligne.
- Simon Luck (Docteur en science politique), L' actualité de l'anarchisme : une perspective de sociologie politique (Travaux universitaires papier), 2002 (présentation en ligne)Travail universitaire papier uniquement consultable à la bibliothèque de Strasbourg
- Simon Luck, Entre contestation et participation - L’ambiguïté du rapport au vote des activistes de la gauche libertaire, Revue française de science politique, 2008/2, Presses de Sciences Po,  (ISBN 9782724631159), texte intégral.
- Jean-Christophe Angaut, Anarchisme et libéralisme. Une démarcation, École normale supérieure de Lyon, Triangle (UMR 5206), 2011, texte intégral.
- Joël Gombin, L'influence libertaire chez les Verts français, Mémoire réalisé sous la direction de Michel Camau, Professeur des Universités, Institut d'études politiques d'Aix-en-Provence, 2003, texte intégral.
- Herbert Kitschelt, La gauche libertaire et les écologistes français, Revue française de science politique, 40e année, no 3, 1990, p. 339-365, texte intégral.
- Isabelle Marinone, Anarchisme et cinéma : panoramique sur une histoire du 7e art français virée au noir, Thèse de doctorat en Art et archéologie, Cinéma, sous la direction de Jean Antoine Gili et de Nicole Brenez, Université Paris-1 Panthéon-Sorbonne, 2004, résumé en ligne.
- Éloïse Gaudreau; Interprétations de la tension entre principes de lutte et pratique militante en matière de rapports de genre dans les organisations libertaires : le cas de l'Union Communiste Libertaire (UCL), Maîtrise en études et interventions régionales, Université du Québec à Chicoutimi, 2013, texte intégral.
- Jo Le Tarte, Évolution de la critique libertaire du travail entre le XIXe siècle et le XXe siècle, Mémoire présenté à la Faculté des études supérieures de l'Université Laval, 2009, texte intégral.
- Julie Abbou, L’Antisexisme linguistique dans les brochures libertaires : Pratiques d’écriture et métadiscours, Thèse, Laboratoire Parole et Langage, Université de Provence, 2011, vol. 1 - vol. 2.
- Nicole Brenez, Isabelle Marinone, Cinémas libertaires - Au service des forces de transgression et de révolte, Presses Universitaires du Septentrion, 2015,  (ISBN 978-2-7574-0952-7), présentation éditeur.
- Omer Moussaly, Influence et critique du courant libertaire dans la pensée politique de Gramsci, thèse de doctorat en science politique, Montréal (Québec, Canada), Université du Québec à Montréal, 2013, [lire en ligne].
- Bernard Formoso, Les sociétés libertaires existent-elles ?, L’Homme, 209|2014, [lire en ligne], DOI 10.4000/lhomme.23520.

### Presse
- Germinal, De l’anarchisme à la gauche libertaire, Confrontations, no 29, juin 1995, lire en ligne.
- Claude Fréjaville, Anarchiste ou libertaire? Retour aux sources de l’anarchisme, Le Monde libertaire, no 1663 (8-14 mars 2012), lire en ligne.
- Irène Pereira, Anarchistes et libertaires - Les difficultés conceptuelles de la délimitation d'un objet d'étude, revue Dissidences, n°14, p. 17-26, 2015.
- Irène Pereira, Anarchistes et libertaires, Le Courrier, 10 avril 2013.
- Philippe Pelletier, « Les territoires de l’imaginaire libertaire », sur Libération, 30 septembre 2015.
- Jacques Julliard, Social-démocrate, traditionaliste, libertaire, Commentaire, 2017/4, p. 907-911, DOI 10.3917/comm.160.0907, [lire en ligne].

### Radio
- Ruwen Ogien, Essai sur la liberté politique, 11 mai 2013, France Culture, 28 min, écouter en ligne.
- La chronique de Philippe Meyer, France Culture, 19 mai 2014, écouter en ligne.
- Thomas Legrand, L'Esprit libertaire, France Inter, 9 janvier 2015, écouter en ligne.
- Jean Lebrun, Gaetano Manfredonia, Les anarchistes et l'écologie, La marche de l'histoire, France Inter, 16 février 2015, écouter en ligne.

### Vidéographie
- Chrisitian Mottier, Ni Dieu ni maître, Temps présent, Radio télévision suisse, 3 avril 1970, voir en ligne.
- Philippe Roziès, Lutter... ici et maintenant, LCP-Assemblée nationale, KUIV productions, 2013, 60 minutes, voir en ligne.
- L. Ducrozet, C. Jeannin, 50 après, comment les militants libertaires perçoivent le mouvement de Mai 68 ?, France 3 Bourgogne-Franche-Comté, 5 mai 2018, voir en ligne.

### Bande dessinée
- Véronique Bergen, Winshluss, L'anarchie - Théories et pratiques libertaires, Le Lombard, Coll. La petite bédéthèque savoirs,  (ISBN 978-2-8036-7578-4), 88 p., 2019, présentation éditeur.